# Álvaro Tomás

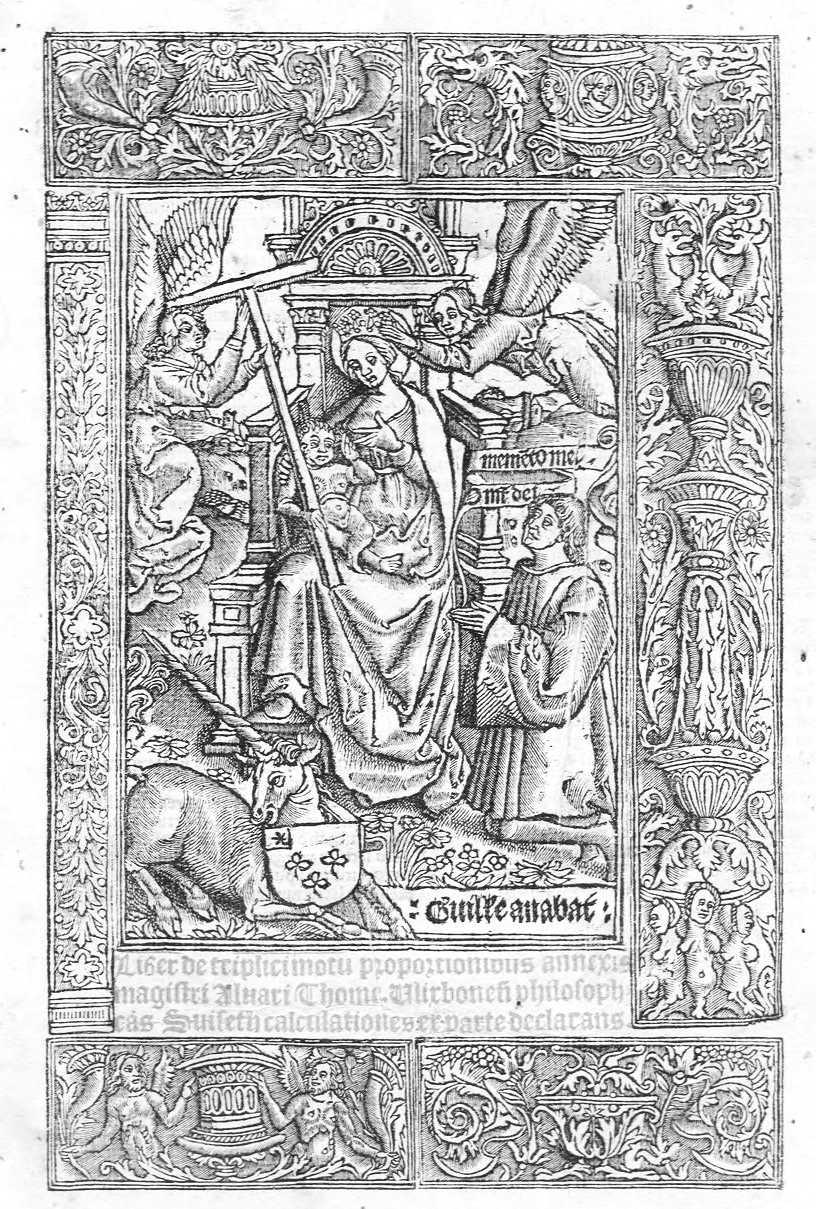
Title page of Liber de triplici motu

Alvaro Thomaz o Álvaro Tomás (fl. 1500–1521) fue un polímata portugués. Destaca  por su tratado Liber de triplici motu proportionibus annexis magistri, publicado en 1509, que examina el trabajo de los calculadores de Merton College.

## Biografía
Tomás nació en Lisboa y estudió y enseñó en la universidad de París entre 1510 y 1521, siendo contemporáneo de Juan de Celaya. Abordó especialmente el trabajo de Richard Swineshead, incluyendo disquisiciones de física y matemáticas en la tradición escolástica y de Aristóteles. También estudió medicina y se doctoró en 1518. De su vida, sin embargo, se sabe poco a partir de 1521.